# Грибной дождь (фильм, 1982)
«Грибной дождь» — советская кинодрама 1982 года.

## Сюжет
После дождя работники типографии ранним субботним утром, большим коллективом, на служебном транспорте выезжают в лес за грибами. Собираясь назад, они недосчитываются одной пожилой пассажирки. Поискав её немного и предположив, что та уехала раньше домой на попутной машине, все единогласным решением возвращаются в город. А пожилая женщина осталась в лесу, так как ей стало плохо…
Вернувшись в город работники продолжили заниматься своими делами: спортсменка Рая толкала ядро на стадионе, Надя встретилась с любовником. Только Полина Викентьевна вспомнила о пожилой женщине и позвонила председателю фабкома. Михал Михалыч встречается с работниками типографии, которые были в этот день в лесу, и пытается восстановить картину произошедшего. По странному стечению обстоятельств никто не помнит, как зовут пенсионерку и где она работала. До позднего вечера Михал Михалыч с коллегами из фабкома обходит квартиры, где, предположительно, живёт пожилая женщина.
На следующий день с помощью участкового устанавливают место жительства старушки и её фамилию — Вера Матвеевна Пушкарёва. Михал Михалыч обращается ко всем работникам типографии с просьбой помочь в поисках пропавшего человека. Директор Виталий Павлович предлагает взять дополнительных людей со стройки для поисков Веры Матвеевны. Поиски в лесу безуспешно продолжаются дотемна.
Случайным образом на дороге встретились машины замдиректора и «скорой помощи». Водитель «скорой» попросил показать дорогу и сказал, что они везут из больницы одну «загулявшую старушку». Это оказалась Вера Матвеевна.

## В главных ролях
- Владимир Заманский — Михал Михалыч Воробьёв, председатель фабкома
- Татьяна Кравченко — Надя Поливанова
- Эрнст Романов — Олег Григорьевич Машинцев, инженер
- Екатерина Васильева — Рая Лапикова, наборщица, спортсменка.

## В ролях
- Римма Быкова — Полина Викентьевна
- Владимир Гостюхин — любовник Нади Поливановой
- Борис Иванов — Андрей Антонович, заместитель директора
- Елена Драпеко — Зоя Ивановна Волошина
- Георгий Дрозд — Виталий Павлович, исполняющий обязанности директора
- Александр Потапов — Вася Бусыгин, шофёр автобуса
- Олег Корчиков — муж Зои Волошиной
- Алексей Жарков — Коля Проклов
- Любовь Малиновская — Вера Матвеевна Пушкарёва, пенсионерка
- Алексей Ванин — печатник типографии
- Соня Джишкариани — Соня, дочка Проклова.
- Георгий Штиль — тренер Раи
- Эльвира Колотухина — наборщица,

### В эпизодах
Наталья Боровкова, Игорь Эрельт, Н. Котельников, Наталья Скворцова, А. Поляков, А. Завадская, Л. Джишкариани, Виктор Шапранов, В. Картошкин, Павел Гамбарян, Надя Милютенко.

## Съёмочная группа
- Автор сценария — Анатолий Соснин
- Режиссёр-постановщик — Николай Кошелев
- Оператор-постановщик — Алексей Гамбарян
- Художник-постановщик — Георгий Кропачёв
- Композитор — Игорь Цветков
- Звукооператор — Г. Беленький
- Редактор — А. Бессмертный
- Оркестр Ленинградского Малого театра оперы и балета

Дирижёр — Ю. Богданов
- Режиссёр — Илья Милютенко
- Операторы: В. Масеев, В. Сидорин
- Монтаж — Л. Семёновой
- Грим — О. Теловой
- Костюмы — Л. Мошкиной
- Ассистенты:

режиссёра — Н. Захарова, В. Михайлов
оператора — Ю. Орлюков
- Декоратор — В. Иванов
- Административная группа: М. Бочевер, Е. Решетников, В. Ласкарёв
- Директор картины — И. Каракоз.

## Факты
- В фильме прозвучала песня Булата Окуджавы «Старинная солдатская песня».
- Фильм снимался в городе Могилёве (Белоруссия) и окрестностях[2].

## Восприятие
Автор журнала «Советский экран» Андрей Плахов весьма критично высказался о фильме. В частности, он писал: 
Существование всех без исключения персонажей подчинено не логике их характеров, а жёсткой авторской воле, необходимости хоть как-то «двигать» к развязке сюжет. [...] Надо ли говорить, что избранная создателями фильма методика мало общего имеет с искусством.Андрей Плахов